# 贾斯珀县 (密西西比州)
贾斯珀縣（英語：Jasper County）是位於美國密西西比州東南部的一個縣。面積1,755平方公里。根据美國2000年人口普查，共有人口18,149人。縣治有二：貝斯普林斯（Bay Springs）和保爾丁（Paulding）。
成立於1833年12月13日。縣名是紀念美國獨立戰爭軍人威廉·贾斯珀（William Jasper）。